# Protosuchus
Protosuchus és un gènere d'arcosaure crocodilomorf protosúquid carnívor del Triàsic superior i el Juràssic inferior. Es tracta del primer crocodilomorf que va aparèixer a la Terra, fa uns 200 milions d'anys. El seu origen està lligat al dels arcosaures marins, tot i que Protosuchus vivia en rius i aiguamolls. Posseïa una poderosa cua amb la qual podia propulsar-se mentre es movia en l'aigua.